# 柔毛崖爬藤
柔毛崖爬藤（学名：Tetrastigma henryi var. mollifolium）为葡萄科崖爬藤属蒙自崖爬藤的变种。分布在中国大陆的云南等地，生长于海拔900米至1,500米的地区，常生于沟谷林中，目前尚未由人工引种栽培。